# 金融稳定
各國學者對金融稳定的定義有所不同。有人將金融稳定的定義分為抵御冲击说、要素描述说、金融功能说、管理系统性风险说和金融不稳定说等類型。 
抵御冲击说认为金融稳定是指金融体系能够抵御外部冲击的破坏性影响，保障经济活动中的支付结算不会受到冲击。
要素描述说认为金融稳定是指金融体系中几个关键性要素保持稳定：一是关键性的金融机构保持稳定，储户和投资者信任该机构。二是金融市场保持稳定，市场参与者能以合理价格进行交易，该价格能反映市场基本要素的价值。金融稳定還必须具备四个基本条件：一是货币基本保持稳定；二是就业水平接近自然就业率；三是关键的金融机构和市场运转良好；四是实体经济或金融资产的相对价格变化不会影响货币稳定和就业水平。
金融功能说認為金融稳定是指金融体系处于一种稳定的状态，在此状态下，銀行能够履行其经济职能。
管理系统性风险说認為為避免危机的爆发，必須關注系统性风险。
金融不稳定说認為金融体系中的资产价格波动和金融机构违约可能破坏经济运行。